# Подъяпольский, Иван Иванович
Подъяпольский Иван Иванович (13 ноября 1846 года, Рязань — после 1909 года) — военно-морской деятель, контр-адмирал Российского Императорского флота, исследователь морей Дальнего Востока.

## Происхождение
И. И. Подъяпольский родился 13 ноября 1846 года в семье из дворянского рода Рязанской губернии. Подъяпольские — древний рязанский дворянский род. Берёт начало от Артемья Григорьевича Подъяпольского, который в начале XVII века владел поместьем в селе Ухори Рязанского уезда. Крещён 7 декабря в Севастопольском Адмиралтейском Соборе в Санкт-Петербурге. Младший брат Яков, также морской офицер.

## Биография
Иван Иванович прошёл обучение в Морском кадетском корпусе (МКК). Приказом по МКК от 4 апреля 1865 года произведён в гардемарины флота. Далее направлен на клипер «Изумруд» для прохождения морской практики. На клипере в 1865—1867 годах совершил кругосветное плавание из Кронштадта на Тихий океан и обратно. По завершении плавания, 16 августа 1867 года высочайшим приказом № 93 по Морскому ведомству произведён в мичманы флота. Нёс службу на Балтийском и Чёрном морях.
10 ноября 1869 года Иван Иванович произведён в чин лейтенанта с увольнением со службы. 10 июня 1870 года вновь определён на службу, но в чине мичмана. С 1 января 1871 года возвращено звание лейтенанта. С 1875 года по 1879 год — младший отделенный начальник в Морском Училище (бывший МКК).
В начале 1880-х годов И. И. Подъяпольский переведён в Сибирскую флотилию. На Дальнем Востоке получил под командование канонерскую лодку «Морж». На ней проводил гидрографические работы в Японском и Охотском морях. В честь канонерки названы: банка в заливе Петра Великого, гора в заливе Анива, бухта в Охотском море и одно из озёр острова Сахалин. Затем получил под командование миноноску.
1 января 1882 года Иван Иванович произведён в капитан-лейтенанты. И далее назначен старшим офицером клипера «Абрек», на котором прослужил до 1884 года.
26 февраля 1885 года произведён в капитаны 2-го ранга.
8 августа 1887 года назначен командиром на минный транспорт «Алеут», на котором в 1887 году совершил исследовательскую экспедицию из Владивостока в Уссурийский залив, вдоль побережья Приморья, в бухту Провидения, бухту Архангела Гавриила, Петропавловский порт (ныне Петропавловск-Камчатский), остров Тюлений, Корсаковский пост (ныне Корсаков) и обратно. Во время экспедиции была открыта, описана и названа в честь И. И. Подъяпольского бухта в заливе Петра Великого. Позднее на берегу бухты образовалось поселение, названное Подъяпольское. Далее крейсировал вдоль побережья, проводя гидрографические работы и охраняя котиковые промыслы. Также в этот период Иван Иванович был членом комиссии по выбору мест для маяков Великого океана, обслуживал их строительство и строительство навигационного ограждения. Весной 1888 года поступил в распоряжение командира отряда миноносок и минной партии Владивостокского порта капитана 2-го ранга П. М. Токаревского. С сентября по октябрь в экспедиции на «Алеуте» из Владивостока в Охотское море и обратно. С 1889 года «Алеут» официально переведён в состав отряда миноносок Сибирской флотилии.
24 июня 1889 назначен командиром канонерской лодки береговой обороны «Гроза».
В начале 1890 года переведён на Балтийский флот, где 19 марта получил под командование монитор «Ураган». Входил в состав броненосной эскадры и обеспечивал оборону подступов к Санкт-Петербургу. 27 января 1892 года назначен младшим помощником Капитана над Кронштадтским портом.
4 января 1893 года назначен командиром броненосца береговой обороны «Адмирал Лазарев». С 7 ноября 1894 года командир броненосца «Адмирал Грейг». 6 декабря 1895 года Ивану Ивановичу присвоен чин капитана 1-го ранга.
8 апреля 1896 года назначен командиром Каспийского флотского экипажа, который базировался на Баку. В 5 октября 1899 года переведён из Баку в Кронштадт на должность командира 13-го флотского экипажа Балтийского флота. 19 ноября 1901 года уволен со службы с присвоением звания контр-адмирала.

## Семья
- Сын — Подъяпольский Иван Иванович (17.09.1874—11.1920) — офицер Черноморского флота, капитан 1-го ранга (с 6 декабря 1911 года), Георгиевский кавалер, в 1919 году исполнял должность командира Новороссийского порта. Расстрелян в Севастополе[7].

## Память
- Подъяпольского — бухта Уссурийского залива (залив Петра Великого), названа по фамилии лейтенанта Якова Ивановича Подъяпольского.
- Подъяпольское — село в Шкотовском районе Приморского края, название дано по бухте.